# Hemerobius kutsimensis
Hemerobius kutsimensis är en insektsart som beskrevs av Tim R. New 1989. Hemerobius kutsimensis ingår i släktet Hemerobius och familjen florsländor. Inga underarter finns listade i Catalogue of Life.